# Josip Pfeifer
Josip Pfeifer, slovenski upravni uradnik in zgodovinopisec,  * 17. avgust 1835, Ljubljana, † 21. junij 1906, Ljubljana.

## Življenje in delo
Josip Pfeifer, oče Henrika Pfeiferja, je v rojstnem kraju končal 5. razredov gimnazije. V letih 1851−1853 je delal kot pisar v odvetniški pisarni v Ljubljani, do novembra 1855 pri premogovniku v Zagorju ob Savi, do marca 1858 kot dnevničar (pisar, ki je plačan na dan) ter do 1867 kot pripravnik pri kranjski deželni vladi v Ljubljani. Leta 1870 je postal okrajni tajnik pri okrajnem glavarstvu v Kamniku in kasneje v Litiji. Svojo izobrazbo je izpopolnjeval z zasebnim študijem. Konec leta 1871 je bil imenovan za deželnega pisarja pri deželnem odboru v Ljubljani, leta 1884 mu je bil podeljen naslov drugega, 1894 prvega deželnega tajnika. Leta 1902 je bil upokojen z naslovom deželnega svetnika. Ves čas svojega službovanja pri deželnem odboru je bil zapisnikar pri sejah deželnega zbora. Sodeloval je pri sestavi letnih poročil deželnega odbora, pripravljal gradivo za zasedanja deželnega zbora, sestavil in z zgodovinskimi podatki opremil kataster ustanov, za katere je imel deželni odbor podeljevalno pravico. Do preselitve v Kranjski deželni muzej (1887) je vodil deželni arhiv. 
Josip Pfeifer zaslužen za ohranitev in ureditev virov domače zgodovine. Leta 1873 je sestavil Glavni register k stenografskim zapisnikom kranjskega deželnega zbora 1861-1872, 1876 je rešil in uredil v zaporih bivšega policijskega ravnateljstva v Ljubljani zavržene spise vicedomskega arhiva. V letih 1877–1879 je priredil Krajčevo izdajo Valvasorjeve Slave vojvodine Kranjske. Leta 1887 je začel izdajati dvojezično zbirko: Zakoni in ukazi za vojvodino Kranjsko. Nabral je zbirko, skupaj okoli 1.000 kosov, prazgodovinskih predmetov, izdelkov kranjske umetne obrti, slik in drugega gradiva, ki so po njegovi smrti prešli v deželni muzej, njegova zanimiva knjižnica pa se je razprodala. Nekaj let je bil tudi oskrbnik komende nemškega viteškega reda v Ljubljani ter knjižničar Zgodovinskega društva za Kranjsko in 6 let tajnik Narodne čitalnice (1876 do 1882).